# راکوویتسه (ناحیه پیسک)
راکوویتسه (به چکی: Rakovice) یک منطقهٔ مسکونی در جمهوری چک است که در ناحیه پیسک واقع شده‌است. راکوویتسه ۱۰٫۴۸ کیلومتر مربع مساحت و ۲۱۹ نفر جمعیت دارد و ۴۳۸ متر بالاتر از سطح دریا واقع شده‌است.